# Bob Fosse
Pour les articles homonymes, voir Fosse.
Bob Fosse, né Robert Louis Fosse le 23 juin 1927 à Chicago et mort le 23 septembre 1987 à Washington D.C., est un danseur, chorégraphe, metteur en scène de comédies musicales et réalisateur américain.

## Biographie
Il est né sous le nom de Robert Louis Fosse, à Chicago, fils d'un acteur de vaudeville, il monta sur les planches dès l'enfance mais commença sa carrière professionnelle comme danseur. Il apparaît dans quelques films (Kiss me, Kate en 1953, dont il assure aussi la chorégraphie sans apparaître au générique) et signe officiellement sa première chorégraphie à Broadway en 1954. Très influencées par Jerome Robbins, ses chorégraphies lui valent une grande renommée à Broadway. Celles-ci, métissées, baroques et fluides, mêlent souvent la musique jazz au cancan, au charleston, à la marche ou même à des danses européennes plus anciennes.
Il passe à la réalisation cinématographique avec Sweet Charity en 1969, remake musical des Nuits de Cabiria de Federico Fellini. Son deuxième film, Cabaret (1972), obtient 8 Oscars dont celui du meilleur réalisateur.
En 1986 il met en scène et chorégraphie Big Deal, comédie musicale qu'il a lui-même écrite.
Bob Fosse est mort d'une crise cardiaque le mercredi 23 septembre 1987, à Washington. Il était âgé de soixante ans.
Bob Fosse reçut de nombreux prix pour son travail, parmi lesquels deux Tony Awards pour Pippin, un Oscar pour Cabaret et trois Emmy Awards pour Liza with a Z. Il est le premier artiste à recevoir ces trois grandes récompenses la même année. Il a aussi reçu la Palme d'or à Cannes en 1980 pour All That Jazz (Que le spectacle commence) obtenue ex aequo avec Akira Kurosawa pour Kagemusha, l'Ombre du guerrier. Ce dernier film est très largement autobiographique.
En 2019, sa vie avec sa troisième et ultime épouse, la star de Broadway Gwen Verdon, est l'objet d'une série télévisée Fosse/Verdon, avec Sam Rockwell et Michelle Williams.

## Chorégraphies de comédies musicales
- Ma sœur est du tonnerre (My sister Eileen) (1955)
- Damn Yankees (1955)
- The Pajama Game (1957)
- New Girl in Town (1957)
- Redhead (1959)
- How to Succeed in Business Without Really Trying (1961)
- Little Me (1962) d'après les mémoires de Belle Poitrine
- Sweet Charity (1966)
- Pippin (1972)
- Liza with a Z (1972) récital de Liza Minnelli
- Chicago (1975)
- Dancin' (1978[1])
- All that jazz (Que le spectacle commence - 1979)
- Big Deal (1986)

## Filmographie

### Acteur
- 1953 : Casanova Junior (The Affairs of Dobie Gillis) de Don Weis : Charlie Trask
- 1953 : Embrasse-moi, chérie (Kiss Me, Kate) de George Sidney : Hortensio
- 1954 : Donnez-lui une chance (Give a Girl a Break) de Stanley Donen : Bob Dowdy
- 1955 : Ma sœur est du tonnerre (My sister Eileen) de Richard Quine : Frank
- 1958 : Cette satanée Lola (Damn Yankees!) de George Abbott et Stanley Donen : danseur de mambo (non crédité)
- 1974 : Le Petit prince (The Little Prince) de Stanley Donen : le Serpent
- 1977 : Thieves de John Berry : Mr Day

### Réalisateur
- 1969 : Sweet Charity
- 1972 : Cabaret (ce film reçu huit Oscars dont celui du meilleur réalisateur)
- 1974 : Lenny
- 1980 : Que le spectacle commence (All That Jazz)
- 1983 : Star 80

## Voix françaises
Certaines voix n'ont pas encore été identifiées.
- 1955 : Ma sœur est du tonnerre : Daniel Clérice

## Distinctions
- Mostra de Venise 1972 : ouverture hors compétition avec Cabaret[2]
- National Board of Review Awards 1972 : Meilleur film et meilleur réalisateur pour Cabaret
- Oscars 1973 : Oscar du meilleur réalisateur pour Cabaret
- Baftas 1973 : Bafta du meilleur film et Bafta du meilleur réalisateur pour Cabaret
- Golden Globes 1973 : Golden Globe du meilleur film musical ou comédie pour Cabaret
- David di Donatello 1973 : David di Donatello du meilleur réalisateur étranger pour Cabaret
- Festival de Cannes 1975 : en compétition pour la Palme d'or avec Lenny
- Festival de Cannes 1980 : Palme d'or pour Que le spectacle commence
- Berlinale 1984 : en compétition pour l'Ours d'or avec Star 80